# Əmirvan
Əmirvan è un comune dell'Azerbaigian situato nel distretto di Qəbələ. Conta una popolazione di 1 527 abitanti.